# Timberwolf (браузер)
Timberwolf був портом веб-браузера Firefox на платформу AmigaOS 4.

## Історія
Timberwolf був фінансованим баунті проектом з перенесення Mozilla Firefox на AmigaOS 4.  Він був започаткований на початку 2009 року як паралель до AmiZilla, яка мала той самий намір. AmiZilla мала більш складну історію, оскільки вона була розпочата в 2003 році американською фірмою DiscreetFX з метою портування запущеної версії веб-переглядача Firefox, сумісного з двигуном Gecko, на платформи Amiga. Оскільки AmiZilla була занадто амбітною, проект було зупинено 19 листопада 2009 року без значних результатів. Timberwolf спочатку керували Томас і Ханс-Йорг Фріден (розробники ядра AmigaOS 4).
Перший реліз був оприлюднений у червні 2010 року. 23 липня 2012 року проект було оголошено завершеним, і гроші (6732,72 євро ) були перераховані Фріденсам. 
У якийсь момент після закриття баунті Фріденс припинив роботу над проектом. У 2013 році Стівен Солі (керівник команди AmigaOS 4) отримав вихідний код і почав працювати над Timberwolf з невизначеною групою розробників, які працюють неповний робочий день.  